# Bráulio Tavares
Braulio Tavares (Campina Grande, 1950) é um escritor, compositor, letrista, poeta, dramaturgo e pesquisador de literatura fantástica.

## Biografia
Braulio começou a escrever influenciado pelo pai e com a idade de oito anos já havia produzido alguns sonetos, nunca publicados. Teve vários livros de poesias e ficção científica editados, além de dois folhetos de cordel, pela editora Casa das Crianças, de Olinda, Pernambuco:  "Cantoria: regras e estilos" e "Cabeça elétrica, coração acústico", no ano de 1981.
Em 1991, cursou durante seis semanas a Clarion Workshop - tradicional oficina literária de ficção científica e fantasia, que à época era  realizada em Michigan State University (East Lansing, MI). O grupo de 16 estudantes teve como professores, nesse período: Tim Powers, Ellen Kushner, John Kessel, Karen Joy Fowler, Damon Knight, Kate Wilhelm; além dos professores visitantes: Gardner Dozois e Gordon Van Gelder. A Clarion Workshop, que começou em 1968, já teve alunos que se tornaram autores reconhecidos, como: Ted Chiang, Octavia E. Butler, Cory Doctorow, Nalo Hopkinson, Bruce Sterling, entre outros.
Em 1992 participou do projeto "O Escritor na Cidade" pelo Departamento Nacional do Livro da Biblioteca Nacional, e viajou pelos estados do Espírito Santo, Paraná, Pará e Rio Grande do Norte, fazendo palestras em bibliotecas públicas das capitais e do interior.
Com forte influência da literatura de cordel, escreveu a peça "Folias Guanabaras", espetáculo dirigido por Ivaldo Bertazzo com o Corpo de Dança da Maré e a participação da atriz Rosi Campos e do ator, cantor e compositor Seu Jorge.
Entre 2006 e 2007 publicou o livro "Os martelos de Trupizupe" e "Contando histórias em versos" pela Editora 34 - este como resultado de uma de suas oficinas de cordel ministrada no Instituto Brincante, de Antonio Nóbrega e Rosane Almeida, para professores de escolas do primeiro grau na cidade de São Paulo.
Publicou também outras obras por editoras como a 7Letras, a Editora 34, e a Casa da Palavra, além de livros independentes, em vários gêneros, incluindo ensaio, poesia, conto, romance, etc. Entretanto, as suas obras de maior expressão são voltadas para a literatura fantástica e de ficção científica.
Em setembro de 2020, a editora Bandeirola lançou uma campanha de financiamento coletivo de reedição de seus livros A espinha dorsal da memória e Mundo Fantasmo, na plataforma Catarse.

## Publicações em livros

### Romances
- A Máquina Voadora.[2]
- Bandeira Sobrinho - uma vida e alguns versos. Fortaleza: IMEPH, 2017.

### Contos
- A Espinha Dorsal da Memória.[6] Caminho, 1989. Vencedor do Prêmio Editorial Caminho de Ficção Científica de 1989.
- Mundo Fantasmo. Lisboa: Editorial Caminho, 1994.
- Mundo Fantasmo/A Espinha Dorsal da Memória. Rio de Janeiro: Rocco, 1996.
- Sete Monstros Brasileiros. Rio de Janeiro: Casa da Palavra, 2014.
- Histórias Para Lembrar Dormindo. Rio de Janeiro: Casa da Palavra, 2013.
- Fanfic. São Paulo: Patuá, 2019.

#### Antologias (de Literatura Fantástica e de FC.)
- Contos Obscuros de Edgar Allan Poe. Rio de Janeiro: Casa da Palavra, 2010. (Org.)
- Freud e o Estranho: contos fantásticos do inconsciente. Rio de Janeiro: Casa da Palavra, 2007. (Org.)
- Páginas de Sombra: contos fantásticos brasileiros. Rio de Janeiro: Casa da Palavra, 2003. (Org.)
- Detetives do Sobrenatural: contos fantásticos de mistério. Rio de Janeiro: Casa da Palavra, 2014. (Org.)
- Contos Fantásticos no Labirinto de Borges. Rio de Janeiro: Casa da Palavra, 2005. (Org.)
- O País dos Cegos e outras histórias - H.G. Wells. Rio de Janeiro: Objetiva, 2014. (Trad. e Org.)
- Páginas do Futuro: contos brasileiros de ficção científica.[2] Rio de Janeiro: Casa da Palavra, 2011. (Org.)
- Contos Fantásticos de Amor e Sexo. Rio de Janeiro: Ímã, 2011. (Org.)
- Crimes Impossíveis: crimes de 'quarto fechado. São Paulo: Bandeirola, 2021. (Org.)

### Poesias
- O Homem Artificial: poemas. Rio de Janeiro: Sette Letras, 1999.
- O Poder da Natureza. São Paulo: Editora 34, 2013.
- O flautista misterioso e os ratos de Hamilen. São Paulo: Editora 34, 2006.

### Crônicas
- A Nuvem de Hoje. Campina Grande: Eduepb, 2011.
- A Arte de Olhar Diferente. São Paulo: Hedra, 2012.
- A Idade da Ignorância. Editora UEPB / Latus: Campina Grande, 2013.
- 78 Rotações. Natal: Editora Jovens Escribas, 2015.
- A Fonte dos Relâmpagos. Cajazeiras: Arribaçã, 2022.

### Ensaios
- O Anjo Exterminador. Rio de Janeiro: Rocco, 2002.
- O Que é Ficção Científica. São Paulo: Brasiliense, 1986.
- A Pulp Fiction de Guimarães Rosa. João Pessoa: Marca de Fantasia, 2008.
- O Rasgão no Real. João Pessoa: Marca de Fantasia, 2005.[7]
- Contando Histórias em Versos - Poesia e Romanceiro Popular no Brasil. São Paulo: Editora 34, 2005.
- ABC de Ariano Suassuna (perfil biográfico ensaístico). Rio de Janeiro: José Olympio, 2007.

### Traduções
- A Máquina do Tempo de H. G. Wells. Alfaguara, 152 p.
- A Dama do Lago de Raymond Chandler. Alfaguara, 272 p.
- O Longo Adeus de Raymond Chandler. Alfaguara, 400 p.
- O Sono Eterno de Raymond Chandler. Alfaguara, 256 p.
- A Irmã Mais Nova de Raymond Chandler, Alfaguara, 307 p.
- Adeus, Minha Querida de Raymond Chandler, Alfaguara, 291 p.
- Aniquilação de Jeff VanderMeer. Intrínseca, 200 p.
- Autoridade de Jeff VanderMeer. Intrínseca, 200 p.
- O palácio dos pervertidos de Tim Powers. Editora 34, 256 p.
- O Livro do Juízo Final de Connie Willis. Suma, 576 p.
- O Tempo Desconjuntado de Philip K. Dick. Suma, 272 p.
- Espere Agora Pelo Ano Passado de Philip K. Dick. Suma, 296 p.
- Conclave de Robert Harris. Alfaguara, 272 p.
- Munique de Robert Harris. Alfaguara, 300 p.
- Expiração de Ted Chiang. Intrínseca, 411 p.

## Teatro
Como ator
- 1978 - Oxente Gente, Cordel

Como dramaturgo
- Trupizupe, o Raio da Silibrina (também encenada com o título O Casamento de Trupizupe com a Filha do Rei).   Estréia: Salvador, 1979. Direção: Arly Arnaud. Teatro Santo Antonio (da Escola de Teatro da UFBA). Várias montagens pelo Brasil: Paraíba, Pernambuco, São Paulo etc.
- Quinze Anos Depois, ou Esperando Godofredo.  Estréia: Campina Grande, 1980. Direção de Hermano José. Várias montagens pelo Brasil: Bahia, Sergipe, Rio de Janeiro, etc.
- Brincante (com Antonio Nóbrega) - “Prêmio Shell de Melhor Autor”. Estréia: Curitiba, 1992 (Festival de Curitiba). Direção: Romero de Andrade Lima.
- Esperando Godofredo, 15 anos depois. 1992. Direção: Luiz Armando Queiroz. Elenco: Yeda Dantas e Carlos Arruda.
- Segundas Histórias (com Antonio Nóbrega).  Estréia: Rio de Janeiro, 1994. Direção: Antonio Nóbrega. Centro Cultural Banco do Brasil.
- Folia de Reis – 1997.  Estréia: Rio de Janeiro, 1997. Com Grupo “Nosconosco”, produção de Raul Labanca.
- Auto de Natal (com Beto Brito).  Estréia: João Pessoa, 2009. Colégio Marista Pio XI.
- Lampião e Lancelote (com Fernando Vilela) - “Prêmio FEMSA” de Melhor Autor. Estréia: São Paulo, 2013. Direção: Débora Dubois. Produção: Brancalyone Produções Artísticas.
- Suassuna – o Auto do Reino do Sol - “Prêmios Shell e APTR de Melhor Autor”.  Estréia: Rio de Janeiro, 2017. Direção: Luiz Carlos Vasconcelos. Produção: Sarau e Barca dos Corações Partidos.
- Jacksons do Pandeiro (com Eduardo Rios). Estréia virtual: Rio de Janeiro, 10 de outubro de 2020. Direção: Duda Maia. Com a Barca dos Corações Partidos. Estréia presencial: janeiro de 2022, “Estação das Artes”, Rio de Janeiro.

Como letrista
- 1994 - Segundas Histórias

## Prêmios
- Ganhador do Prêmio Caminho de Ficção Científica em 1989 em Lisboa, pela obra A Espinha Dorsal da Memória.
- Ganhador do Prêmio Jabuti de Literatura Infantil em 2009, pela obra A Invenção do Mundo pelo Deus-Curumim (em parceria com Fernando Vilela).
- Ganhador do Prêmio Argos especial em 2013, como reconhecimento por sua dedicação à literatura fantástica brasileira.
- Ganhador do Prêmio São Paulo de Incentivo ao Teatro Infantil e Jovem de 2013 na categoria Melhor Texto Adaptado pelo musical Lampião e Lancelote.
- Ganhador do Prêmio Shell de melhor autor, em 1992, com a peça "Brincante", dirigida por Romero de Andrade Lima, e interpretada por Antônio Nóbrega e Rosane Almeida (SP).
- Ganhador do Prêmio Shell de melhor autor, em 2017, com a peça "Suassuna - O Auto do Reino do Sol", dirigida por Luís Carlos Vasconcelos, música de Chico César, cenografia da Barca dos Corações Partidos (RJ).

## Ligações Externas
- Blogue oficial
- Coluna Editoras.com
- Bráulio Tavares no Dicionário Cravo Albin da Música Popular Brasileira
- Bráulio Tavares na Internet Speculative Fiction Database (em inglês)
- «Braulio Tavares». na Bibliowiki da literatura fantástica em português
- Bráulio Tavares Todo Teatro Carioca
- Bráulio Tavares. no IMDb.